# 脚臭
臭腳或腳臭，台語稱臭跤液（臭腳燒），是指人类脚部的體味，即足部异味，通常被认为是一种令人不快的气味。但作为气味色情的一种形式，它也可能为恋足癖者所喜欢。 足部异味是气味色情的广泛形式之一：在1994的研究中发现，45%的恋足癖者有脚臭和臭袜子。
脚臭通常和汗液滋生的微生物有关，通过一定的预防手段来抑制微生物生长通常能有效预防脚臭的产生。

## 原因
造成脚臭的主要原因是脚汗（参见局灶性多汗症）。汗水本身无味，然而它为某些能产生带气味的物质的细菌的生长创造了有利的环境。这些细菌作为人体菌群的一部分天然存在于我们的皮肤上。脚的前半部分较其它部位产生更多的汗水。
气味会随着出汗的增多而加剧。举个例子，穿着封闭不透气的鞋子就能引发相对更剧烈的脚臭。袜子可能会缠住脚部的體毛, 特别是位于腳趾部位的毛发，而这恰恰增加了细菌繁殖的表面積，从而引发更剧烈的气味。
袜子直接接触脚，所以它们的成分也会直接影响脚臭的程度。像聚酯纤维和尼龙这样的合成材料较棉花或羊毛这样的天然材料更不透气，从而穿着它们会增加出汗导致更大的气味。虽然穿着合成材料制作的袜子通过毛细现象一定程度上能降低水泡的发病率从而减少出汗，然而作用微乎其微。许多合成袜子都经过化学品处理，以帮助减少穿着它们时产生的气味。
穿着密闭且不穿袜子的鞋子类型（例如芭蕾舞鞋或浅口鞋）会导致汗液、死皮细胞污垢和油脂的聚集，进一步促进细菌的生长。无论何时，当脚开始感觉到热或者感觉到脚部开始出汗马上脱掉鞋子有助于预防气味的产生。
部分是因為足癬腳汗症、皮膚角蛋白，腳汗中尿素乳酸，形成氮硫化物，或是穿著纖維上附著著細菌的襪子代謝後發酵氣味產生。

## 气味
脚臭的气味通常被描述为浓重且类似于乾酪、醋、或者氨气的气味。
短杆菌属被认为是脚臭的主要原因。因为它们在脚上摄取死皮，同时将甲硫氨酸转化为具有独特硫酸香气的无色气体甲硫醇。促进这一过程的死皮在鞋底和脚趾之间尤为常见。短杆菌甚至能发酵出类似林堡芝士、贝尔帕埃塞奶酪、救赎港奶酪、帕尔普斯陶伊芝士和芒斯特芝士特有的辛辣气味。
丙酸是处于青春期的青少年和成人体内皮脂腺导管中丙酸桿菌屬氨基酸分解代谢的产物，也存在于许多足汗样品中。丙酸和乙酸化学结构之间的相似性可以解释为什么脚臭闻起来像醋的味道。
异戊酸，是另一种脚臭气味的来源，它由表皮葡萄球菌产生。表皮葡萄球菌是一种常存在于人体皮肤上的细菌，存在于几种浓烈气味的奶酪中。
其他涉及的微生物包括微球菌科、棒状杆菌属和马拉色菌属。
甘比亞瘧蚊因传播疟疾而为人所知。荷兰瓦格宁根农业大学的Bart Knols由于论证了林堡芝士的气味和人类脚臭对甘比亞瘧蚊母蚊有等同的吸引力 而在2006年赢得"搞笑諾貝爾獎"。坦桑尼亚Ifakara健康研究所的Fredros Okumu在2009和2011年收到资助研究蚊子防控和昆虫诱捕来对抗疟疾。他使用八种化学物质的混合物来引诱蚊子，这种混合物闻起来就像人类的脚臭，但吸引蚊子的能力比真正的脚臭强四倍。

## 预防
- 保持良好的足部卫生：适时洗脚保持良好的足部卫生是防止脚臭的最佳方法，因为这样可以消除引起异味的细菌，并去除死皮细胞和皮肤油脂。
- 去除死皮细胞：脚锉或浮石可用于去除死皮细胞。[13]
- 勤换洗袜子：经常换洗干净、干燥的袜子一定程度上也能规避脚臭。
- 尽量不穿合成材料制成的袜子：因为由合成材料制成的袜子往往更不透气，相比天然材料或混纺织物（如棉和涤纶混纺）制成的袜子更容易变臭。[14]
- 穿竹纤维袜子：竹纤维袜子天然具有抗微生物、抗菌和吸湿排汗、减少异味和减轻脚气的特性。[15]
- 化学疗法：碳酸氢钠用作预防脚臭的廉价家庭用药，然而我们对它抑制引起气味的细菌的有效程度尚不清楚。90％的水和10％家用漂白剂的混合溶液可杀死引起异味的细菌。可以使用刷子清洁脚趾之间。每天用异丙醇擦拭脚两次是另一种家庭疗法。[來源請求]
- 物理疗法：一些粉末和活性炭鞋垫已经开发出来，目的是通过保持脚部干燥来防止脚臭。现在也已经有具有抗菌特性的銀纤维特殊袜子了。[來源請求]

## 參见
- 體味
- 体味和人类潜意识性吸引的关系（英语：Body odor and subconscious human sexual attraction）
- 鞋
- 臭袜子（英语：Smelly socks）